# Mounia Bourguigue
Mounia Bourguigue, née le 21 janvier 1975, est une taekwondoïste marocaine.

## Carrière
Vice-championne du monde des moins de 73 kg en 1997 à Hong Kong, elle remporte deux ans plus tard le tournoi de qualification olympique africain à Johannesbourg dans la catégorie des plus de 67 kg ; elle termine cinquième des Jeux olympiques de 2000 à Sydney.
Médaillée de bronze aux Championnats du monde de taekwondo 2003 à Garmisch-Partenkirchen en moins de 72 kg, elle remporte l'année suivante le tournoi de qualification olympique africain au Caire dans la catégorie des plus de 67 kg ; elle termine onzième des Jeux olympiques de 2004 à Athènes.